# L'Alcoraia
L'Alcoraia és una entitat i nucli de població del municipi d'Alacant. Està situada al costat de la serra de Fontcalent. Durant el segle xix, l'Alcoraia va pertànyer a l'ajuntament de Sant Vicent del Raspeig. El seu nom prové de l'àrab al-qurayya, diminutiu d'alqueria, 'alquerieta' o 'poblet' segons el filòleg Federico Corriente Córdoba (1977). El 1880, José Carlos Aguilera, va impulsar la conducció d'aigua des de l'Alcoraia fins a Alacant segons un projecte tècnic de Pasqual Pardo i Gimeno.

## Festes
Se celebren en honor de sant Joaquim i santa Anna, entre el 28 de juliol i el 2 d'agost. Té una ermita en honor de santa Anna, i des d'allí surten i acaben les processons en el seu honor. També, durant les festes es realitzen diverses activitats, entre elles la paella geganta, l'ouada geganta, el soparet, la presentació de belleses i dames, carreres de bicicletes, concurs de petanca i la més que tradicional tira a bola. És l'única partida d'Alacant que compta amb Foguera, que es crema l'últim dia de festes amb la tradicional «banyà». El seu primer president i fundador va ser Daniel Moya Pastor l'any 2001.